# Aïcha Haddad
Pour les articles homonymes, voir Haddad.
Aïcha Haddad, née en 1937 à Bordj-Bou-Arreridj (en Algérie) et morte le 24 février 2005 à Alger, est une artiste peintre et plasticienne algérienne. Elle était surnommée la « Moudjahida ». Son cheminement artistique s'inscrit tant dans la tradition miniaturiste algérienne, que dans les courants de la peinture occidentale (cubisme, symbolisme et nouveau réalisme) qu'elle découvre au cours de ses voyages.

## Biographie
Aïcha Haddad nait à Bordj Bou Arreridj en 1937,. Sa vie et son œuvre sont marquées par l'histoire de sa famille, celle de la tribu des H'Chem de Medjana et les liens chargés d'histoire de cette province du nord des Hauts Plateaux, où elle passe son enfance et son adolescence.
En 1954, alors étudiante infirmière et âgée à peine de 17 ans, elle est l'une des premières femmes à rejoindre les rangs de l'ALN (Armée de libération nationale). En 1956, au terme de ses études, elle rejoint le maquis et participera au Congrès de la Soummam. Mais elle est arrêtée par l'armée coloniale française puis internée pendant plus de quatre ans.
En 1962, à sa libération, elle s'installe à Alger et entame des études d'art dans la classe de Camille Leroy, à la Société des Beaux Arts d'Alger. À partir de 1966 et jusqu'en 1988, Aicha Haddad poursuit une longue carrière dans l'enseignement des arts plastiques au Lycée Omar-Racim d'Alger, y encourageant les vocations artistiques. De 1983 à 1988, elle occupe le poste d'inspectrice de l'Education Nationale. 
En 1972, sa première œuvre présentée dans le cadre d'une exposition collective à l'ex-Galerie des Quatre-Colonnes à Alger et primée au Concours de la Ville d'Alger, lui ouvre les portes de la notoriété. Parallèlement à sa vocation d'enseignante, elle mène une vie de femme engagée dans le milieu artistique algérien et devient en 1973, membre de l'Union Nationale des Arts Plastiques (UNAP) et en 1975, membre de l'Union Générale des Peintres Arabes (UGPA). C'est aussi le début d'une longue amitié avec les peintres Baya et Souhila Bel Bahar. 
Entre 1974 et 2002, se succédent expositions personnelles et collectives tant en Algérie qu'à l'étranger. Au cours de ses voyages et visites de musées, galeries et foires internationales d'art, elle découvre des modes d'expression multiples et des artistes déterminants pour l'évolution de son art : Gaudi, Tinguely, Niki de Saint Phalle, César, Arman, Peï. 
La carrière d'Aïcha Haddad est récompensée par de nombreuses distinctions nationales et internationales. En mars 2003, l'Etablissement Art et Culture de la Ville d'Alger institue un prix portant son nom et destiné à récompenser, annuellement, la meilleure peinture féminine. En 2005, elle meurt à Alger, à l’hôpital Mustapha-Pacha, des suites d’une longue maladie,,,. En hommage à sa carrière et son engagement au service de l'Art, une salle du Musée National des Beaux-Arts d'Alger porte son nom. En 2013, huit ans après sa mort, à l'occasion de la Journée internationale des femmes mais également du cinquantenaire de l'indépendance algérienne, une de ses peintures et une de ses sculptures figure en bonne place dans une exposition collective de femmes algériennes artistes. En 2014, une exposition collective est organisée à Alger pour lui rendre encore hommage.

## Son œuvre
Elle pratique avec élégance l'art de la miniature, tradition artistique algérienne ancestrale qui connaît un nouvel essor avec Mohammed Racim, fondateur de l'École d'Enluminure d'Alger en 1939 et à qui Aïcha Haddad voue une profonde admiration. Elle marquera cet art de sa sensibilité féminine et de l'intensité de ses nuances bleues. Elle restera fidèle à cette forme d'expression tout au long de sa vie, tel un ancrage dans sa recherche perpétuelle de nouveaux horizons artistiques.
L'originalité de son œuvre picturale va porter à la fois sur la facture et le matériau utilisé pour traiter des sujets classiques, tels les paysages de bords de mer de la région de Bedjaïa et de désert à Ghardaïa, les portraits aux visages rêvés de femmes kabyles, de guerriers touaregs, et les cavalcades ancestrales. Obsédée par le relief, elle façonne des coupoles et des arches en ronde bosse dans le métal et lui applique un blanc pur où jouent l'ombre et la lumière. Elle enduit ses supports (toile, bois) d'une pâte de sable qu'elle entaille vigoureusement de lignes et de courbes franches, où s'entremêlent subtilement arches, triangles et cercles, évoquant tantôt voiles, coupoles, arcades, tantôt les motifs tissés de la tradition nomade. Rehaussées de couleurs chaudes, ses paysages et ses portraits offrent une vision harmonieuse du monde. 
Dans ses toiles peintes et œuvres plastiques des années 1980 et 1990, retravaillant inlassablement les mêmes sujets, elle s'attachera à l'expression et la sensation du mouvement et de la couleur au point d'absorber le sujet dans l'abstraction des structures.
À partir des années 1990, inspirée par le courant des Nouveaux Réalistes, sa passion pour le travail de la matière l'amènera à se tourner vers la sculpture et le collage pour exprimer sa réflexion sur la condition humaine. Elle détournera des objets manufacturés (clés, CD, sabliers, montres, etc.) pour livrer des œuvres dépouillées au message universel.
Certaines de ses œuvres figurent dans les collections d'institutions telles que le musée national des beaux-arts à Alger, le musée national du Bardo, à Alger, le siège de la FAO, à Rome, le siège de l'UNICEF, à Paris, le siège de la Japan Foundation, à Tokyo et dans des collections privées.

## Critiques
« C'est pressée par le sentiment sans cesse renouvelé de ne jamais atteindre la quintessence de ses passions que ses mains s'acharnent à ériger une image nouvelle du monde, où se côtoient dérision allégoriques, cinétisme, et autres langages interpellateurs, humour, détresse, férocité, sans se départir aucunement de ce mélange de poésie et d'authenticité qui la définissent tellement. »

Dalila Mahammed-Orfali, directrice du Musée national des Beaux-Arts d'Alger, dans « Aïcha Haddad Rétrospective 1962-2000, Préface », Ministère de la Communication et de la Culture, Publication du Musée National des Beaux-Arts, 2000
« Cette exposition renouvelle à la fois le talent, multiple et éclectique d'une artiste accomplie, et gourmande de ce sel du monde qui nourrit nos angoisses et nos turbulences toujours en quête d'un support, d'un matériau-squelette tendant à l'élaboration d'une écriture plastique, dont le discours sémantique est induit expressivement par les sortilèges ludiques de la métaphore... »

Mahmoud-Agha Bouayed, ancien directeur de la Bibliothèque Universitaire d'Alger, dans « Aïcha Haddad, Sept noubas pour sept allégories », catalogue d'exposition 2002, Galerie ESMA Centre des Arts, Riadh El Feth, Alger.

### Autres bibliographies utilisées pour la rédaction de l'article
- Aïcha Haddad Rétrospective 62-2000, Autobiographie par Aïcha Haddad, Préface par Dalila Mahammed-Orfali, textes par Rachid Akache, Mouloud Achour, Mme Mechakra-Teraï, Ministère de la Communication et de la Culture, Publication du Musée National des Beaux-Arts, 2000
- Aïcha Haddad, Sept noubas pour sept allégories, Préface par Mahmoud-Agha Bouayed, Catalogue d'Exposition 2002, Galerie ESMA Centre des Arts, Riadh El Feth, Alger
- Nassima Chabani, « Aïcha Haddad, Artiste Peintre, Emouvant Hommage Posthume », dans El Watan, 27/02/2007